# Bratteforsån
Bratteforsån i Bohuslän är sjön Stora Hällungens avloppså.
Ån rinner ut ur Stora Hällungen vid Svenshögen, som för övrigt också ligger vid sjön Lilla Hällungen. Därifrån rinner den sedan vidare norrut och rinner ut i Ljungskileviken vid Ljungskile. Sträckningen innan Ljungskile är sedan 2004 naturreservat och ingår i EU-nätverket Natura 2000 för skyddad natur. Reservatet är beläget i Ljungs socken i Uddevalla kommun.